# Berora
Berora is een bestuurslaag in het regentschap Sumbawa van de provincie West-Nusa Tenggara, Indonesië. Berora telt 3042 inwoners (volkstelling 2010).